# غرب سهيل

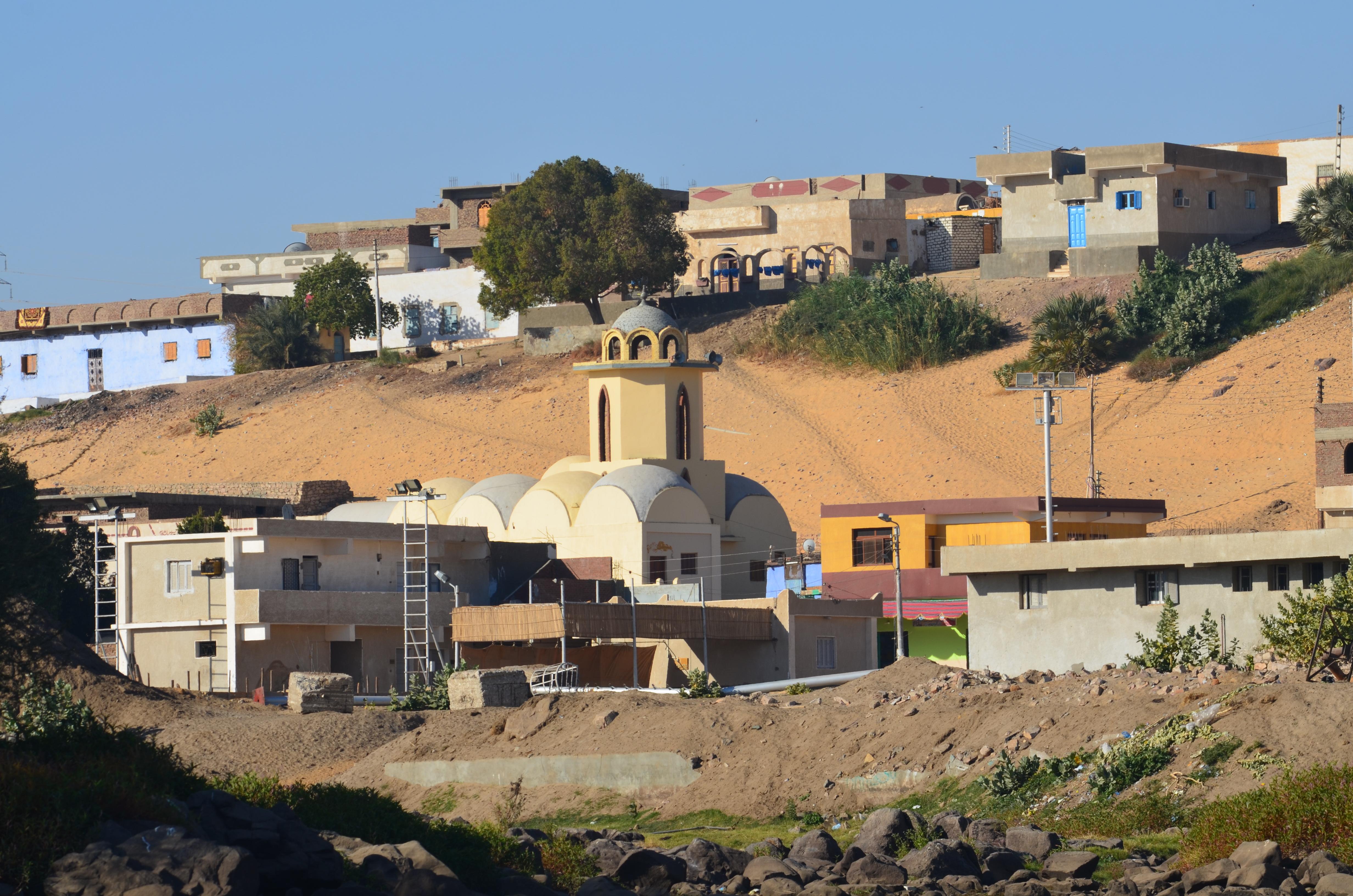

غرب سهيل ، هي إحدى التجمعات النوبية في مدينة اسوان وتقع فوق سفح رملي غرب نهر النيل، أُنشئت القرية منذ نحو مائة عام، عند بناء خزان أسوان القديم عام 1902، وتعليته الأولى عام 1912، وترجع تسمية القرية إلى وقوعها غرب جزيرة سهيل.

## معرض الصور
|  |  |  |

|  |  |  |